# Zbiornik Łęg (Zbiornik Maziarnia)
Zbiornik Łęg (Zbiornik Maziarnia) – zbiornik zaporowy na rzece Łęg, znany także jako Zalew w Wilczej Woli lub Jezioro Maziarnia, położony na terenie gmin Raniżów oraz Dzikowiec w województwie podkarpackim.
Zbiornik powstał w wyniku przegrodzenia doliny rzeki Łęg zaporą w 1989 roku. Zapora w Wilczej Woli ma 8 m wysokości i 395 m długości. Istniejący zalew jest zbiornikiem typu korytowego o powierzchni 160 ha i pojemności 3,83 mln m³. Zlewnia ma powierzchnię 233 km², która należy do Płaskowyżu Kolbuszowskiego oraz Równiny Tarnobrzeskiej.
Zbiornik pełni wiele funkcji m.in.: zaopatrzenia w wodę, irygacyjną, gospodarstwa stawowego, rekreacyjną oraz retencyjną. To ostatnie zadanie jest znacząco ograniczone ze względu na zbyt małą pojemność powodziową obszaru wodnego.